# Anne-Marie Duff
Anne-Marie Duff (ur. 8 października 1970 w Londynie) – brytyjska aktorka teatralna i filmowa. Od 2006 do 2016 roku była żoną szkockiego aktora Jamesa McAvoya, którego poznała na planie serialu Shameless.

## Filmografia
- 2020: Sex Education jako Erin Wiley
- 2012: Ostoja (Sanctuary) jako Maire
- 2009: Ostatnia stacja (The Last Station) jako Sasza Tołstoj
- 2009: John Lennon. Chłopak znikąd (Nowhere Boy) jako Julia Lennon
- 2008: Is Anybody There? jako matka
- 2008: French Film jako Sophie
- 2007: Poczekalnia (The Waiting Room) jako Anna
- 2007: Garage jako Carmel
- 2006: Notatki o skandalu (Notes on a Scandal) jako Annabel
- 2005: Królowa dziewica (The Virgin Queen, serial tv) jako królowa Elżbieta I
- 2004: Shameless (serial tv) jako Fiona
- 2002: Siostry magdalenki (The Magdalene Sisters) jako Margaret
- 2002: Doktor Żywago (Doctor Zhivago) jako Olya Demina